# Taça de Portugal de 2009–10
A Taça de Portugal 2009-10 foi a 70ª edição da Taça de Portugal, competição sob alçada da Federação Portuguesa de Futebol, vencida pelo Porto.

## I Eliminatória
O sorteio desta eliminatória realizou-se a 10 de Agosto de 2009, onde entraram as equipas da II e III Divisão. A primeira eliminatória realizou-se a 30 de Agosto.
| Visitado             | Resultado        | Visitante          |
| Sp. Espinho          | 5 - 0            | Bragança           |
| Morais               | 2 - 0            | Ol. Moscavide      |
| Penalva              | 0 - 2            | Merelinense        |
| Peniche              | 3 - 2            | Vianense           |
| Tourizense           | 3 - 0            | Moura              |
| Sanjoanense          | 0 - 1            | Pinhalnovense      |
| Pampilhosa           | 0 - 0 (4-5 g.p.) | Vizela             |
| Gondomar             | 3 - 2            | Igreja Nova        |
| Limianos             | 1 - 1 (3-4 g.p.) | Sintrense          |
| Canicense            | 0 - 0 (6-5 g.p.) | Porto Moniz        |
| Castrense            | 0 - 2            | Amares             |
| Praiense             | 1 - 0            | Caldas             |
| Ribeirão             | 1 - 2            | Lusitâno Évora     |
| Vila Meã             | 3 - 0            | Sourense           |
| Rabo Peixe           | 1 - 3            | Mirandela          |
| Esperança de Lagos   | 2 - 1            | Santiago           |
| Santana              | 1 - 0            | Porto Cruz         |
| Lagoa                | 0 - 1            | Atlético           |
| Madalena             | 0 - 1            | Odivelas           |
| Capelense            | 4 - 0            | Fabril do Barreiro |
| Portomosense         | 0 - 1            | Juv. Évora         |
| Vieira               | 2 - 1            | União Montemor     |
| Montalegre           | 0 - 2            | Fornos de Algodres |
| Nelas                | 4 - 3            | Anadia             |
| Farense              | 2 - 1            | Vitória do Pico    |
| Flamengos            | 1 - 5            | Oeiras             |
| Padroense            | 2 - 1            | Marinhas           |
| Infesta              | 1 - 2            | Rebordosa          |
| Académico Viseu      | 0 - 2            | Benf.C.Branco      |
| Macedo de Cavaleiros | 0 - 0 (4-3 g.p.) | Lourosa            |
| Quarteirense         | 2 - 1            | Cova Piedade       |

| Visitado          | Resultado        | Visitante          |
| Beira-Mar M.Gordo | 1 - 2            | Moncorvo           |
| Pesc. Caparica    | 3 - 01           | Boavista           |
| Mafra ²           | 0 - 0 (1-3 g.p.) | Estrela da Amadora |
| Real              | 2 - 9            | Famalicão          |
| Joane             | 3 - 3 (2-3 g.p.) | Fão                |
| Marinhense        | 0 - 0 (7-6 g.p.) | Serdezelo          |
| Monsanto          | 4 - 2            | Avanca             |
| Ol. Bairro        | 0 - 0 (3-1 g.p.) | Pontassolense      |
| Arouca            | 5 - 0            | Angrense           |
| Tondela           | 2 - 0            | Amarante           |
| Oliveirense       | 4 - 0            | Barreiro           |
| Casa Pia          | 2 - 0            | Gândara            |
| 1º de Maio        | 1 - 4            | Moreirense         |
| Paredes           | 4 - 1            | At. Reguengos      |
| Valdevez          | 1 - 1 (2-4 g.p.) | Leça               |
| Sp. Pombal        | 0 - 2            | Cinfães            |
| Ribeira Brava     | 2 - 0            | Fafe               |
| Valenciano        | 4 - 2            | Portosantense      |
| Eléctrico         | 3 - 1            | Cesarense          |
| Penamacorense     | 1 - 2            | S. João Ver        |
| Caniçal           | 2 - 1            | U. Tocha           |
| Câm. Lobos        | 0 - 5            | Oriental           |
| União da Madeira  | 6 - 0            | Boavista S. Mateus |
| Pedrouços         | 1 - 2            | Mª Fonte           |
| U. Serra          | 3 - 1            | Santa Maria        |
| Torreense         | 1 - 1 (5-3 g.p.) | Louletano          |
| Milheiroense      | 3 - 1            | AD Lousada         |
| Fiães             | 2 - 1            | U. Micaelense      |
| Os Gavionenses    | 1 - 1 (3-4 g.p.) | Vigor              |

- 1Pesc. Caparica vencedor por falta de comparência do Boavista

Equipas isentas
| - 1º Dezembro - Alcains - Alcochetense - Aliados Lordelo - Aljustrelense - Andorinha - Atlético Tojal | - Camacha - Candal - Coimbrões - Esmoriz - Estrela da Calheta - Lusitânia dos Açores - Machico | - Magualde - Mêda - Ol. Douro - Operário - Sertanense - Tirsense |

## II Eliminatória
O sorteio desta eliminatória realizou-se a 3 de Setembro de 2009, onde entraram as equipas apuradas da eliminatória anterior, e as 16 equipas que participam na Liga Vitalis 2009/2010, e ditou os jogos para 13 de Setembro.
| Visitado         | Resultado        | Visitante            |
| Candal           | 0 - 4            | Oliveirense          |
| Tirsense         | 4 - 1            | Ol. Douro            |
| Nelas            | 0 - 0 (4-2 g.p.) | S. João Ver          |
| Peniche          | 0 - 1            | Vigor                |
| Gil Vicente      | 2 - 0            | Macedo de Cavaleiros |
| Canicense        | 1 - 0 (a.p.)     | Estrela da Calheta   |
| D. Chaves        | 2 - 0            | Amares               |
| Mirandela        | 3 - 4            | Cinfães              |
| Sintrense        | 0 - 0 (5-4 g.p.) | Fão                  |
| Moncorvo         | 2 - 1            | Lusitâno Évora       |
| Operário         | 2 - 1            | Benf.C.Branco        |
| Pesc. Caparica   | 3 - 0            | Atlético Tojal       |
| Morais           | 0 - 5            | Sporting da Covilhã  |
| Tondela          | 6 - 1            | Andorinha            |
| Odivelas         | 1 - 2            | Mafra                |
| Atlético         | 1 - 0            | Fabril do Barreiro   |
| Sertanense       | 1 - 1 (6-5 g.p.) | Gondomar             |
| Magualde         | 1 - 2            | Freamunde            |
| Penafiel         | 3 - 1 (a.p.)     | Oliveirense          |
| União da Madeira | 3 - 2            | Sp. Espinho          |
| Casa Pia         | 1 - 0            | Lusitânia dos Açores |
| Padroense        | 4 - 3            | Alcochetense         |
| Vila Meã         | 2 - 0            | Desportivo das Aves  |
| Aliados Lordelo  | 2 - 1 (a.p.)     | 1º Dezembro          |

| Visitado      | Resultado        | Visitante          |
| Mª Fonte      | 0 - 5            | Carregado          |
| Pinhalnovense | 0 - 0 (4-2 g.p.) | Moreirense         |
| Caniçal       | 0 - 4            | Vieira             |
| U. Serra      | 1 - 0            | Arouca             |
| Estoril Praia | 3 - 3 (3-4 g.p.) | Esmoriz            |
| Ol. Bairro    | 4 - 3 (a.p.)     | Esperança de Lagos |
| Coimbrões     | 1 - 0            | Quarteirense       |
| Mêda          | 0 - 1            | Monsanto           |
| Machico       | 2 - 0            | Torreense          |
| Marinhense    | 0 - 4            | Feirense           |
| Trofense      | 1 - 3            | Paredes            |
| Santa Clara   | 1 - 0            | Rebordosa          |
| Oriental      | 3 - 1            | Eléctrico          |
| Praiense      | 0 - 1            | Varzim             |
| Portimonense  | 2 - 2 (4-3 g.p.) | Real               |
| Oeiras        | 3 - 1            | Tourizense         |
| Alcains       | 3 - 0            | Farense            |
| Fátima        | 3 - 0            | Ribeira Brava      |
| Beira-Mar     | 2 - 0            | Vizela             |
| Fiães         | 0 - 0 (2-3 g.p.) | Leça               |
| Aljustrelense | 2 - 1            | Juv. Évora         |
| Milheiroense  | 1 - 3            | Merelinense        |
| Valenciano    | 3 - 2            | Fornos de Algodres |
| Santana       | 2 - 5            | Camacha            |

- ²: dependente da decisão de processo disciplinar aplicado ao Estrela da Amadora por utilização individa de jogadores na primeira eliminatória

## III Eliminatória
O sorteio desta eliminatória realizou-se a 21 de Setembro de 2009, onde entraram as equipas apuradas da eliminatória anterior, e as 16 equipas que participam na Liga Sagres 2009/2010, e ditou os jogos para 17 e 18 de Outubro.
| Visitado             | Resultado        | Visitante           |
| Monsanto             | 0 - 6            | Benfica             |
| Porto                | 4 - 0            | Sertanense          |
| Sporting             | 3 - 0            | Penafiel            |
| Académica de Coimbra | 2 - 1            | Portimonense        |
| Paços de Ferreira    | 3 - 1            | Aljustrelense       |
| Leixões              | 2 - 1            | Casa Pia            |
| Merelinense          | 1 - 2            | União de Leiria     |
| Santa Clara          | 2 - 1            | Marítimo            |
| Belenenses           | 3 - 1            | Oriental            |
| Vitória de Guimarães | 3 - 1            | Feirense            |
| Naval                | 1 - 0 (a.p.)     | Padroense           |
| Rio Ave              | 2 - 1            | Esmoriz             |
| Varzim               | 1 - 2            | Nacional da Madeira |
| Valenciano           | 1 - 1 (4-2 g.p.) | Olhanense           |
| Atlético             | 0 - 2            | Vitória de Setúbal  |
| Sporting da Covilhã  | 0 - 1            | Braga               |

| Visitado         | Resultado        | Visitante      |
| Vieira           | 0 - 1 (a.p.)     | Mafra          |
| Aliados Lordelo  | 2 - 0 (a.p.)     | Machico        |
| Tondela          | 1 - 2            | Oliveirense    |
| Cinfães          | 1 - 1 (1-3 g.p.) | Pesc. Caparica |
| União da Madeira | 2 - 0            | Alcains        |
| Canicense        | 1 - 4            | Vigor          |
| Leça             | 0 - 3            | D. Chaves      |
| Fátima           | 3 - 0            | Vila Meã       |
| Beira-Mar        | 4 - 0            | Moncorvo       |
| Oeiras           | 6 - 1            | Operário       |
| Camacha          | 3 - 1            | Paredes        |
| Sintrense        | 0 - 0 (3-4 g.p.) | Pinhalnovense  |
| U. Serra         | 3 - 2            | Coimbrões      |
| Tirsense         | 1 - 0            | Ol. Bairro     |
| Freamunde        | 3 - 0            | Carregado      |
| Gil Vicente      | 6 - 1            | Nelas          |

## IV Eliminatória
O sorteio desta eliminatória realizou-se a 27 de Outubro de 2009, onde entraram as equipas apuradas da eliminatória anterior, e ditou os jogos para 21 e 22 de Novembro.
| Visitado       | Resultado        | Visitante            |
| Benfica        | 0 - 1            | Vitória de Guimarães |
| Oliveirense    | 0 - 2 [a]        | Porto                |
| Pesc. Caparica | 1 - 4            | Sporting             |
| Braga          | 3 - 0            | Vitória de Setúbal   |
| Valenciano     | 0 - 1            | Belenenses           |
| Oeiras         | 1 - 2            | Pinhalnovense        |
| Camacha        | 1 - 0            | Vigor                |
| Naval          | 3 - 2 (a.p.)     | Gil Vicente          |
| Mafra          | 1 - 1 (3-2 g.p.) | União da Madeira     |

| Visitado             | Resultado         | Visitante         |
| Aliados Lordelo      | 1 - 0             | Leixões           |
| D. Chaves            | 2 - 0             | U. Serra          |
| Académica de Coimbra | 1 - 1 (2-3 g.p.)  | Beira-Mar         |
| Tirsense             | 1 - 1 (9-10 g.p.) | Paços de Ferreira |
| Nacional da Madeira  | 0 - 0 (4-3 g.p.)  | Fátima            |
| Rio Ave              | 1 - 0             | Santa Clara       |
| Freamunde            | 2 - 2 (5-4 g.p.)  | União de Leiria   |

a.^ O jogo previsto para 21 de Novembro foi adiado, pelo árbitro que «considerou não estarem reunidas as condições para que o encontro tivesse lugar, nomeadamente devido ao agravamento das condições climatéricas que deixaram o terreno de jogo impraticável.», para data a designar.

## V Eliminatória
O sorteio desta eliminatória realizou-se a 7 de Dezembro de 2009, onde entraram as equipas apuradas da eliminatória anterior, e ditou os jogos para 20 de Janeiro de 2010.